# Columbus Circle
För filmen, se Columbus Circle (film).

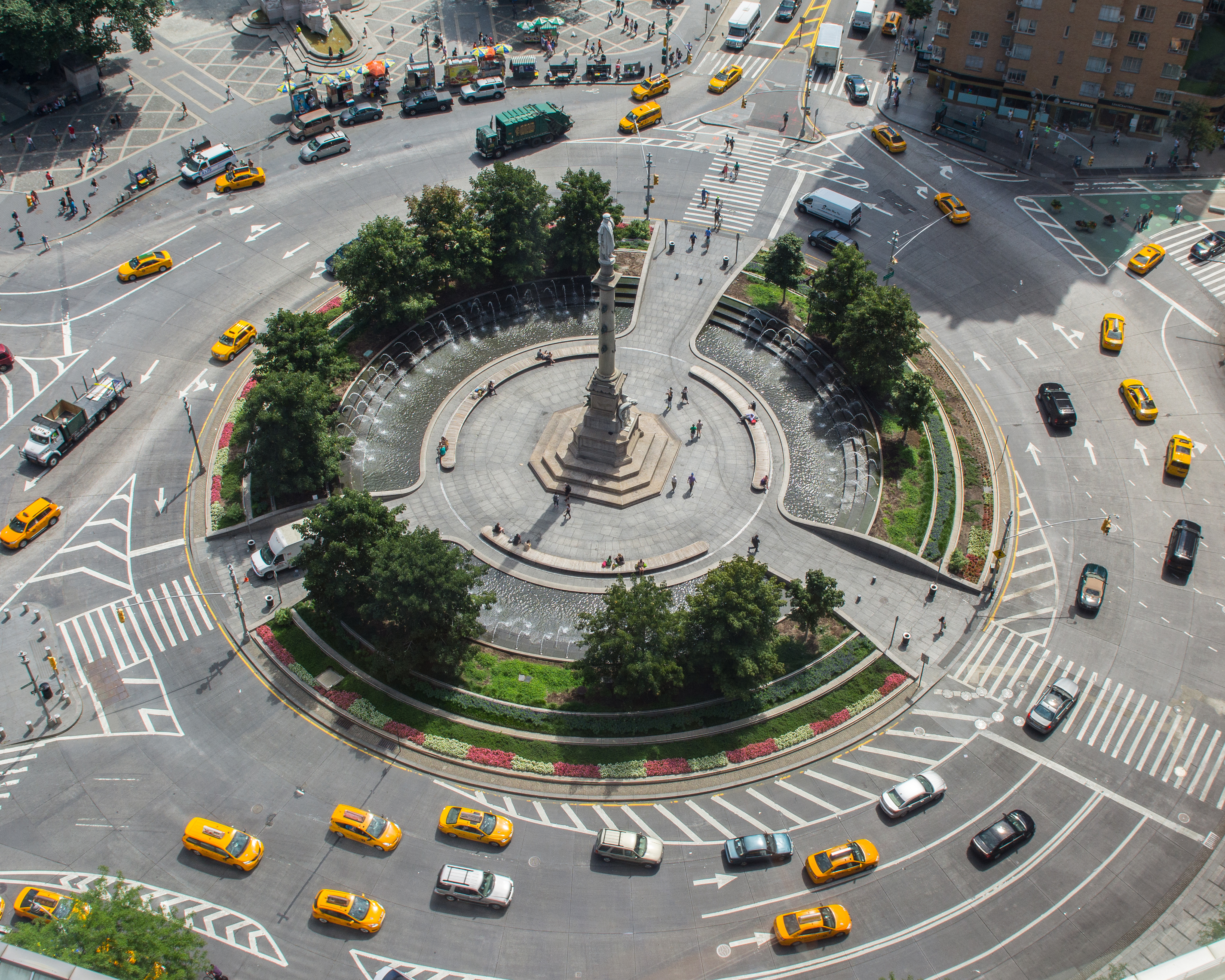
Columbus Circle

Columbus Circle är en cirkulationsplats och ett torg på centrala Manhattan i New York. Platsen ligger i sydvästra hörnet av Central Park, på gränsen mellan Manhattanstadsdelarna Midtown och Upper West Side. Härifrån ansluter de breda genomfartsgatorna Broadway, Eighth Avenue, Central Park South och Central Park West. I mitten av rondellen står ett monument över upptäcktsresanden Christofer Columbus som skulpterats av den sicilianske konstnären Gaetano Russo. Monumentet restes 1892 till 400-årsminnet av Columbus ankomst till Amerika.
Vid torget ligger även Museum of Arts and Design (MAD), tunnelbanestationen 59th Street – Columbus Circle och Trump International Hotel.
Columbus Circle räknas som staden New Yorks mittpunkt med avseende på officiella vägavstånd till andra städer.